# أستو تراوري
أستو تراوري (بالفرنسية: Astou Traoré) مواليد 30 أبريل 1981 في السنغال، هي لاعبة كرة سلة سنغالية. تلعب في الدوري الفرنسي لكرة السلة للسيدات. يبلغ طولها 6 قدم 1 بوصة (1.9 م). مثلت منتخب بلادها. شاركت في دورة الألعاب الأولمبية الصيفية سنة 2016.

## سجل المنافسة
شاركت في المنافسات التالية:
- الألعاب الأولمبية الصيفية 2016
- كأس العالم لكرة السلة للسيدات 2006

## روابط خارجية
- أستو تراوري على موقع الاتحاد الدولي لكرة السلة (الإنجليزية)
- أستو تراوري على موقع كرة السلة الأوروبية.كوم (الإنجليزية)
- أستو تراوري على موقع بروبوليرز (الإنجليزية)
- أستو تراوري على موقع سبورتس رفرنس (الإنجليزية)
- أستو تراوري على موقع اللجنة الأولمبية الدولية (الإنجليزية)
- أستو تراوري على موقع أوليمبيديا (الإنجليزية)